# Pronephrium parishii
Pronephrium parishii är en kärrbräkenväxtart som först beskrevs av Richard Henry Beddome, och fick sitt nu gällande namn av Holtt. Pronephrium parishii ingår i släktet Pronephrium och familjen Thelypteridaceae. Inga underarter finns listade.